# Krankenhaus Neuwerk

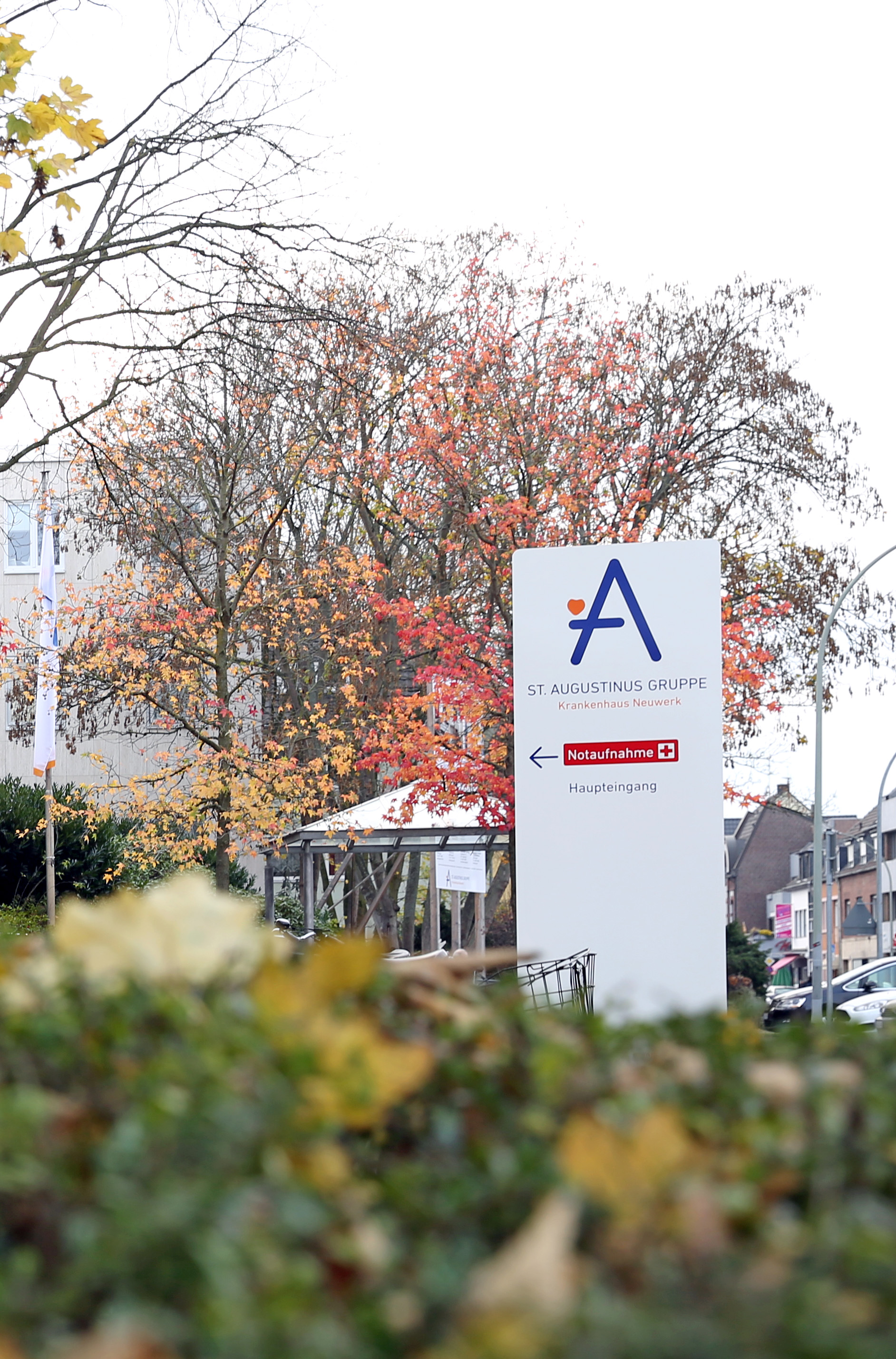

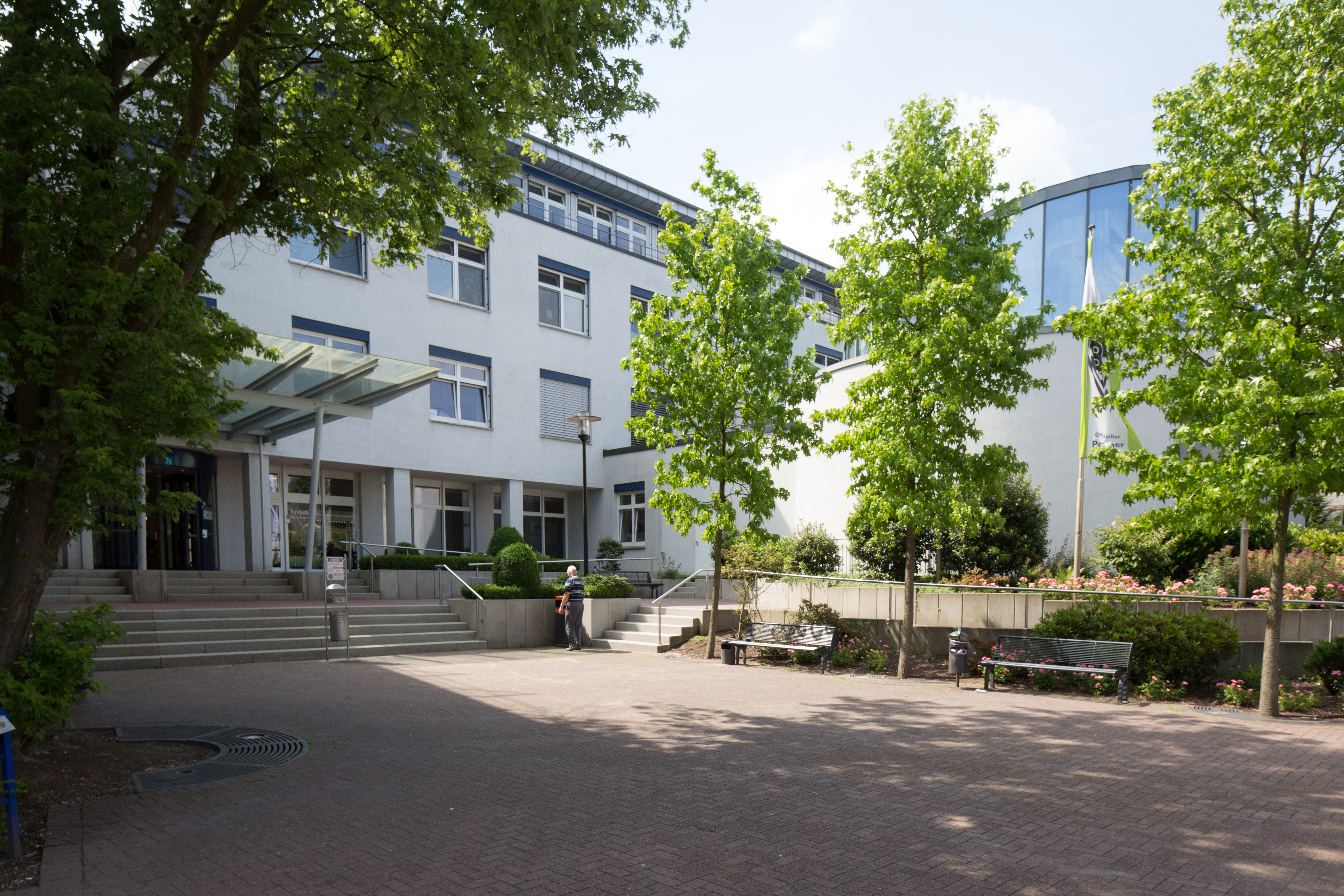
Haupteingang des Krankenhauses Neuwerk

Das Krankenhaus Neuwerk ist ein Krankenhaus in römisch-katholischer Tradition im Ortsteil Neuwerk im Norden von Mönchengladbach. Es wurde 1889 gegründet. Seit 2007 gehört das Krankenhaus zum Verbund der St. Augustinus Gruppe. Es verfügt über zehn medizinische Fachbereiche mit insgesamt 363 Betten.

## Geschichte
Die Entstehung des Ordens-Krankenhauses Neuwerk ist eng mit dem Wirken der Therese von Wüllenweber verbunden, die als Maria von den Aposteln 1968 seliggesprochen wurde. Im Jahre 1876 erwarb sie den leer stehenden Ostflügel des Neuwerker Klosters und machte daraus ein Heim für Waisenkinder (Barbara-Stift). Leider scheiterten weitere Pläne vorerst am Kulturkampf.
1888 ging sie nach Rom, um zusammen mit Pater Johann Baptist Jordan die Schwesterngemeinschaft der Salvatorianerinnen ins Leben zu rufen. Daraufhin veräußerte sie 1889 ihren Anteil des Klosters an den damaligen Pfarrer von Neuwerk, Hermann-Josef Koch.
Der zu dem Zeitpunkt leer stehende Teil des Gebäudes legte den Grundstein für das zukünftige Ordens-Krankenhaus. Koch holte die Franziskanerinnen von der Buße und der christlichen Liebe von Heythuysen nach Neuwerk und gründete mit ihnen 1889 in diesem Teil das zukünftige Ordens-Krankenhaus.
Die offizielle Eröffnung war am 1. Januar 1890 mit den Abteilungen Innere Medizin und Chirurgie, die ersten Patienten wurden jedoch bereits im Dezember 1889 behandelt.
Bis Ende 1960 führten die Franziskanerinnen den Krankenhausbetrieb. Im Januar 1961 wurde das Haus wieder von den Salvatorianerinnen übernommen.
1964 wurde der Grundstein für das neue Krankenhausgebäude gelegt. Die ersten Patienten zogen 1966 in das neue Gebäude, so dass die Abrissarbeiten für das alte Krankenhaus beginnen konnten.
Im Jahr 1968 erhielt das Krankenhaus den Namen der Gründerin, Maria von den Aposteln. Neben den Fachabteilungen für Innere Medizin und Chirurgie wurden die Abteilungen für Frauenheilkunde und Geburtshilfe sowie Kinder- und Jugendmedizin gegründet,
zwischen 1989 und 1990 die Abteilungen für Anästhesiologie, für Radiologie und für Orthopädie.
Im Jahre 2007 schloss sich das Krankenhaus Neuwerk dem Klinikverbund der St. Augustinus Gruppe an und ist seitdem ein Teil des größten Klinikverbundes am Niederrhein. Das Krankenhaus wird von Geschäftsführer Sebastian Baum und den ärztlichen Direktoren Frank A. Granderath und Stephan Sartorius geleitet.
Am 26. März 2021 wurde in der Rheinischen Post berichtet, dass die Klinik für Kinder- und Jugendmedizin auf Beschluss der Geschäftsführung des Krankenhauses geschlossen wird. Ein Teil des medizinischen Personals wird offensichtlich betriebsbedingt gekündigt (Zitat aus Quelle: "13 Ärzte müssen gehen").
Die Geschäftsführung des Krankenhauses kündigte in einer Pressemitteilung an, dass die Versorgung der Neugeborenen durch Stärkung der Geburtshilfe am Krankenhaus Neuwerk und Kooperation mit den Städtischen Kliniken Mönchengladbach verbessert würde. Die Umgestaltung der Geburtshilfe sowie die damit verknüpfte Schließung der Kinder- und Jugendmedizin war entsprechend Absatz 4 der Pressemitteilung seit Längerem im Gespräch.

## Leistungen
Zurzeit verfügt das Krankenhaus über zehn medizinische Fachbereiche.
Zu den Fachabteilungen zählen die Innere Medizin mit dem Netzwerk Altersmedizin, die Allgemein- und Viszeralchirurgie, die Frauenheilkunde sowie die Geburtshilfe und die Kinder- und Jugendmedizin (auslaufend). Weitere Abteilungen sind neben der Klinik für Orthopädie, Unfallchirurgie, Wirbelsäulenchirurgie und Interventionelle Schmerztherapie auch die Anästhesie mit den Schwerpunkten Intensiv- und Notfallmedizin, die Radiologie und die Physiotherapie.

Ergänzend dazu gibt es das Adipositas-Zentrum Niederrhein, das Kontinenz- und Beckenboden-Zentrum sowie das Eltern-Kind-Zentrum Mönchengladbach.

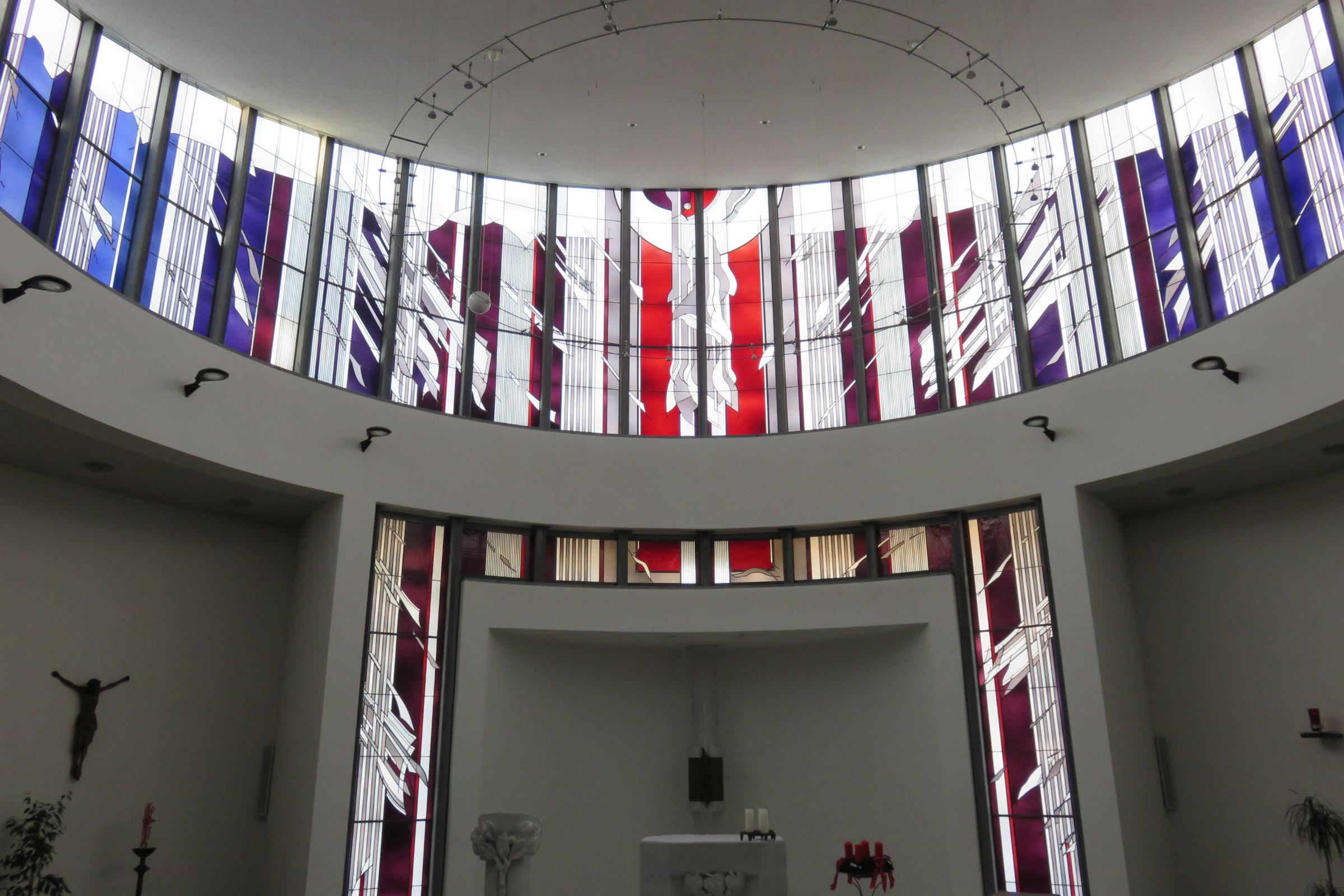
Kapelle im Krankenhaus (2015)

## Auszeichnungen
- Qualitätssiegel Geriatrie, Bundesverband Geriatrie[6]
- Kompetenzzentrum für mininmal-invasive Chirurgie; Deutsche Gesellschaft für Allgemein- und Viszeralchirurgie[7]
- Top-Mediziner 2017: Hernienchirurg Frank A. Granderath, Chefarzt der Allgemein- und Viszeralchirurgie; Focus-Magazin[8]
- Lokales Traumazentrum im TraumaNetzwerk DGU® (Deutsche Gesellschaft für Unfallchirurgie)[9]
- Schmerzklinik; Interdisziplinäre Gesellschaft für orthopädische/unfallchirurgische und allgemeine Schmerztherapie[10]
- Klinik für Diabetiker geeignet; Deutsche Diabetesgesellschaft[11]
- Audit Beruf und Familie; Hertie-Stiftung[12]
- Zertifiziertes Diabeteszentrum; Deutsche Diabetesgesellschaft
- Aufnahme in die Krankenhaus-Top-Liste von Focus Gesundheit für gute Qualität im Bereich Hernienchirurgie 2019[13]